# 매슈 아널드

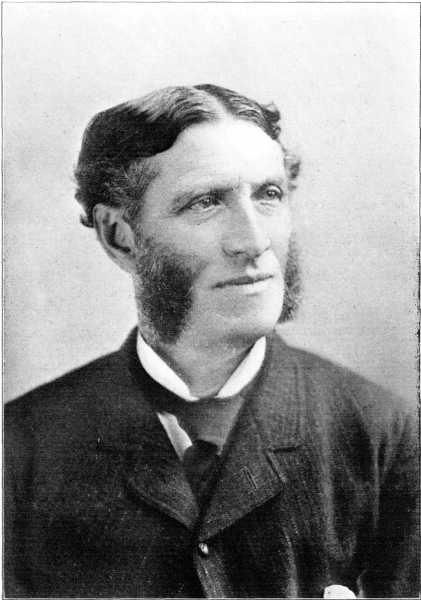
매슈 아널드

매슈 아널드(Matthew Arnold, 1822년~1888년)는 영국의 시인·평론가이다.

## 개요
럭비 학교 교장 아들로 태어나 자신도 장학관이 되었고 옥스퍼드 대학의 시학교수(詩學敎授)이기도 했던 이 성실한 비평가는 처음에 시인으로 출발해 <에트나 산 위의 엠페도클레스> <학자(學者) 집시>와 <도버 연안(沿岸)>등 내성적이며 고독과 애수의 색이 짙은 작품을 썼으며, 40대(代) 이후에는 비평에 전념하여 <비평시론집(批評詩論集)>(1865·88), <교양과 무질서> <문학과 도그마>(1873), <교회·종교론집>(1877) 등을 출판하였다. 그는 "시는 근본에 있어서 인생의 비평"이라 생각하여 시를 최고의 문학이라 하였으나 문학 이외에 교육, 정치, 종교도 대상으로 당시의 물질주의와 영국인의 지방적 속물근성을 비판하고 고전적 정신에 의한 교양주의를 추진, 그리스와 헤브라이 정신의 조화를 역설하였다. 아널드의 "대상은 그 본질에 있어서 있는 그대로를 보아야 한다"라는 태도와 영국문학을 유럽 문화의 본류(本流)에 돌려 문학의 바른 전통을 명백히 하려던 입장과 편협한 역사적 비판에 대한 반론 등은 회의적인 불가지론자(不可知論者)의 냉정하고 난삽(難澁)한 탐색을 생각케 하여 그를 20세기의 비평가로까지 접근하게 한다. 그러나 과거의 영국시인에 대한 평가는 영민한 아널드도 로맨틱한 편견을 벗을 수가 없었다.

## 매슈 아널드의 교양론
매슈 아널드는 '교양'(culture)이란 "인간 사고와 표현의 정수"이며, "이성과 신의 의지가 널리 퍼지도록"하는 것이라는 개념을 정립하였다. 이러한 매슈 아널드의 교양 개념은 1950년까지 문화적 명제를 확립하였다. 매슈 아널드는 엘리트주의적 입장을 가지고 있어 '대중문화'를 비판적으로 바라보았다. 아널드는 대중들의 현대 사회에 대한 부적응이 '대중문화'로 나타나고 그 성격은 곧 파괴적이고 분열적인 것으로 파악했다. 매슈 아널드는 교양의 사회적 기능은 파괴적/분열적 존재를 계도하는 것으로, 곧 천민을 계도하는 것이라고 인식했다. 따라서 아널드는 궁극적인 교양이란 '부르주아 문화'를 부흥하여 '대중문화'를 제거하는 것으로, 노동계급에게는 종속과 복종의 감각을 되살려주고, '부르주아 문화'를 부흥하여 중산층을 세련되고 관대한 계급으로 교육하여 노동계급의 귀감의 대상으로 탈바꿈해야 한다고 주장했다. 이러한 매슈 아널드의 교양론은 문화적 복종을 강조한 사회질서유지를 지향하는 '엘리트주의'적이론이라 할 수 있다.

## 같이 보기
- T. S. 엘리엇
- 노스럽 프라이
- 해럴드 블룸